# Кинелахта
Кинела́хта (карел. Kin’alahti) — посёлок в составе Ведлозерского сельского поселения Пряжинского района Республики Карелия.

## Общие сведения
Расположен на юго-западе Пряжинского района между селом Ведлозеро Пряжинского района и посёлком Видлица Олонецкого района.

## История
Посёлок Кинелахта, образованный в 1957 году, включил в состав территории деревню Кинелахта, дата образования которой не зафиксирована. В деревне Кинелахта 10 мая 1934 года постановлением Карельского ЦИКа были закрыты церковь и часовня.
Кинелахта получила своё название от залива Кинелахта — широкого рукава озера Синемукса.
Местные жители — в основном карелы.
В середине XX века рядом с деревней был построен посёлок лесозаготовителей — Курский (от названия реки Кура), который позже получил название деревни — Кинелахта.
На полуострове Калмоиниеми, на южном побережье залива Кинелахта, расположено шведское кладбище. По преданию здесь похоронены шведские воины.

## Население
| 2002 | 2009 | 2010 | 2013 |
| ---- | ---- | ---- | ---- |
| 308  | ↘272 | ↘197 | ↘174 |

## Улицы посёлка
- Лесная
- Молодёжная
- Центральная
- Набережная
- Гористая

## Районы посёлка
- Камчатка — юго-западная, самая отдаленная часть посёлка.
- Старый посёлок — расположен на северо-западном побережье залива Кинелахта.
- Перевоз — восточная часть посёлка, самое узкое место залива.
- Кангаспелдо — северная часть посёлка со множеством полей.

### Близлежащие озёра
- Восьмерка — находится на северо-западе, в 5 км от посёлка
- Кивиярви — находится на северо-западе в 5 км от посёлка, название переводится с карельского языка как «каменное озеро».
- Чёрная ламбушка — находится на юге посёлка.
- Белая ламбушка — на западе посёлка.
- Кюмоламби — на западе посёлка.
- Синемукса — на востоке от посёлка, название происходит от названия порога на реке Видлица, куда впадает река Мотовка, вытекающая из Синемуксы.

## Галерея
- Кинелахта
- Деревенские дома
- Деревенские дома